# Kungyalu megállóhely
Kungyalu megállóhely egy Jász-Nagykun-Szolnok vármegyei vasúti megállóhely, Kunszentmárton településen, a MÁV üzemeltetésében. A város központjától több kilométerre északra, a Kunszentmártonhoz csatolt Kungyalu község nyugati szélén található, ott, ahol a 46 142-es számozást viselő bekötőút kiágazik a 442-es főútból.

## Vasútvonalak
A megállóhelyet az alábbi vasútvonalak érintik:
- Tiszatenyő–Hódmezővásárhely–Makó-vasútvonal

## Kapcsolódó állomások
A megállóhelyhez az alábbi állomások vannak a legközelebb:
- Homok megállóhely
- Kunszentmárton vasútállomás

## Forgalom
| Járat        | Útvonal | Gyakoriság               |
| ------------ | --- | ------------------------ |
| személyvonat | Szolnok – Szajol – Tiszatenyő – Kengyel – Bagimajor – Martfű – Tiszaföldvár – Homok – Kungyalu – Kunszentmárton – Nagytőke – (Kistőke –) Hékéd – Szentes                                           | 2 óránként               |
| személyvonat | Szentes → Hékéd → Nagytőke → Kunszentmárton → Kungyalu → Homok → Tiszaföldvár → Martfű → Bagimajor → Kengyel → Tiszatenyő → Szajol → Szolnok → Cegléd → Kőbánya-Kispest → Zugló → Budapest-Nyugati | Vasárnap 1 Budapest felé |